# Zéoula
Zéoula est une commune située dans le département de Dédougou de la province du Mouhoun au Burkina Faso.